# Władysławów (powiat pabianicki)
Władysławów – wieś w Polsce położona w województwie łódzkim, w powiecie pabianickim, w gminie Pabianice.
Wieś jest częścią składową sołectwa Jadwinin.
W latach 1975–1998 miejscowość należała administracyjnie do ówczesnego województwa łódzkiego.